# Бакли, Энди
Эндрю Пи Бакли младший (англ. Andrew P. Buckley Jr.; род. 13 февраля 1965, Сейлем, Массачусетс) — американский актёр и бывший биржевой маклер, известный по роли Дэвида Уоллеса в комедийном сериале NBC «Офис» с 2006 по 2013 год.

## Ранние годы
Бакли — сын Барбары Джей (Кинг) и Эндрю Пи Бакли. У него есть два брата и сестра. Он учился в школе Пайн-Крест, которую окончил в 1983 году, и в Стэнфордском университете, который окончил в 1987 году со степенью бакалавра политических наук. Он играл в мужской команде Стэнфорда по гольфу. Позже он изучал скетч-комедию и импровизацию в театре Groundlings, работая с комиками Мелиссой Маккарти и Дэксом Шепардом.

## Карьера

### Ранняя работа
Бакли появился в двух музыкальных клипах 1997 года: «I'd Rather Ride Around with You» и «What if it's You» исполнительницы кантри-музыки Рибы Макинтайр.

### «Офис»
Бакли сыграл Дэвида Уоллеса, финансового директора, а затем генерального директора вымышленной компании «Dunder Mifflin», в 37 эпизодах сериала «Офис» с 2006 по 2013 год. На момент своего первого появления он работал финансовым консультантом в Merrill Lynch и был выбран именно из-за его знакомства с миром корпоративных финансов. Он продолжал полноценно работать в финансовой отрасли во время своей роли в «Офисе».

### Другая работа
Помимо «Офиса» Бакли появлялся в таких телесериалах, как «Лига», «C.S.I.: Место преступления Майами», «Полиция Нью-Йорка», «Западное крыло» и «Вице-президент». В 2010 году его роль в фильме «Копы в глубоком запасе» завершилась падением с уступа восьмого этажа. В том же году у него была ещё одна роль второго плана в фильме «Жизнь, как она есть» с Кэтрин Хайгл и Джошем Дюамелем.
В 2011 году Бакли получил роль капитана Коррелли в детском фильме «Элвин и бурундуки 3». Он сыграл мужа Роуз Бирн в популярном фильме 2011 года «Девичник в Вегасе», хотя его роль была практически вырезана. Он получил роль Теда Мерсера, счастливо женатого приёмного родителя и пластического хирурга, в сериале ABC Family «Игра в ложь». В 2015 году он появился в роли второго плана в научно-фантастическом приключенческом фильме «Мир Юрского периода». В 2017 году Бакли присоединился к актёрскому составу инди-фильма ужасов сценариста и режиссера Криса Блейка «Померкнет свет» вместе с Сарой Батлер, Джоном Шаком и Сэмом Джонсом III.
В 2018 году Бакли появился вместе с гольфистом Филом Микельсоном в рекламе Workday, Inc, где Микельсон выступал в роли его «Бизнес-кедди» для принятия важных деловых решений.
В 2020 году издание Variety объявило, что Бакли присоединится к актёрскому составу карантинной комедии Криса Блейка «Дистанцируемся социально». Это стало вторым экранным сотрудничеством Бакли с режиссёром. Фильм был снят в разгар пандемии COVID-19 в 2020 году с использованием дистанционных технологий и iPhone 11. Фильм был приобретён и выпущен компанией Cinedigm в октябре 2021 года.

## Фильмография

### Фильмы
| Год  | Название                      | Роль                  |
| ---- | ----------------------------- | --------------------- |
| 2002 | Великий чемпион               | Фрэнк Блумер          |
| 2009 | Сдохни!                       | Стивен Кантор         |
| 2010 | Копы в глубоком запасе        | Дон Биман             |
| 2010 | Жизнь, как она есть           | Джордж Данн           |
| 2011 | Девичник в Вегасе             | Перри Харрис          |
| 2011 | Элвин и бурундуки 3           | капитан Корелли       |
| 2013 | Копы в юбках                  | Робин                 |
| 2014 | Проси меня о чём угодно       | Марк Обишон           |
| 2014 | Несносные боссы 2             | агент аудионаблюдения |
| 2015 | Мир юрского периода           | Скотт Митчелл         |
| 2015 | Новый Ты                      | второй друг           |
| 2015 | Сжигая Бодхи                  | Бак                   |
| 2016 | Тректаун                      | Бёрт                  |
| 2017 | Дом (фильм, 2017)             | Крейг                 |
| 2017 | Леди Бёрд                     | дядя Мэттью           |
| 2018 | Померкнет свет                | Дэвид                 |
| 2018 | После вечеринки               | мистер Левин          |
| 2018 | Миллион мелких осколков       | доктор Стивенс        |
| 2019 | Скандал                       | Герсон Цвайфак        |
| 2020 | Большинство парней-неудачники | Марк                  |
| 2021 | Дистанцируемся социально      | Энди                  |
| 2022 | Танкхаус                      | Боб                   |

### Телевидение
| Год       | Название                          | Роль                               | Примечания                                        |
| --------- | --------------------------------- | ---------------------------------- | ------------------------------------------------- |
| 1990      | Чайна-Бич                         | Капеллан                           | Эпизод: «Сок»                                     |
| 1991      | Женщина по имени Джеки            | Джон Фицджеральд Кеннеди — младший | Телевизионный мини-сериал                         |
| 1992      | Синатра                           | актёр, играющий в превью           | Телевизионный мини-сериал                         |
| 1993      | Шелковые сети                     | Патрик Роуз                        | Эпизод: «Поцелуй души»                            |
| 1996      | Каролина в городе                 | Роб Ротман                         | Эпизод: «Каролина и подарок»                      |
| 1996      | Команда                           | Джастин                            | Эпизод: «Человек, которого мы любим»              |
| 1996      | Одинокий парень                   | Том Конклин                        | Эпизод: «Конный полицейский»                      |
| 1997      | Мелроуз-Плейс                     | Тони                               | Эпизод: «Крики от свадьбы»                        |
| 1997—1998 | Полицейские на велосипедах        | Тедди Каллауэй                     | 3 эпизода                                         |
| 1998      | Любовь навсегда                   | Джерри                             | Телевизионный фильм                               |
| 2000      | Джек и Джилл                      | Уэйн                               | Эпизод: «Когда хочешь машину»                     |
| 2000      | Западное крыло                    | Майк Сэтчел                        | Эпизод: «Пусть Бартлет будет Бартлетом»           |
| 2000      | C.S.I.: Место преступления        | Джейсон Хендлер                    | Эпизод: «Кто ты?»                                 |
| 2001      | Район                             | Руперт Граймс                      | Эпизод: «Наблюдение»                              |
| 2001      | Первые годы                       | Джек Митчел                        | Эпизод: «Первое, что ты делаешь...»               |
| 2002      | Полиция Нью-Йорка                 | Майк                               | Эпизод: «Ревнивые сердца»                         |
| 2005      | C.S.I.: Место преступления        | репортёр №1                        | Эпизод: «Король малыш»                            |
| 2006—2013 | Офис                              | Дэвид Уоллес                       | Периодическая роль; 38 серий                      |
| 2009      | C.S.I.: Место преступления Майами | Гэри Арчер                         | Эпизод: «В поле зрения самолета»                  |
| 2011—2013 | Игра в ложь                       | доктор Тед Мерсер                  | Главная роль                                      |
| 2012      | Вице-президент                    | Тед Каллен                         | 3 эпизода                                         |
| 2013      | Замедленное развитие              | полковник Гримм                    | Эпизод: «С крючка»                                |
| 2013      | Папочка                           | профессор Роджер Шоу               | Эпизод: «Тестовая тревога»                        |
| 2013      | Лига                              | Тони Томпсон                       | Эпизод: «Предупреждение о кредитной карте»        |
| 2014      | Кремниевая долина                 | Карл Флеминг                       | Эпизод: «Оптимальная эффективность»               |
| 2014      | Мост                              | Док Ортон                          | Эпизод: «Эйдолон»                                 |
| 2015—2017 | Скорпион                          | Ричард Элиа                        | 7 эпизодов                                        |
| 2015      | Батл Крик                         | Стивен                             | Эпизод: «Старое пламя»                            |
| 2015      | Американский папаша!              | доктор Миллер                      | Эпизод: «Американский гриб»                       |
| 2015      | Неправильная мама                 | Энди Вебер                         | Периодическая роль                                |
| 2015      | Ты — воплощение порока            | Рассел Флейшер                     | 2 эпизода                                         |
| 2015—2016 | Без обязательств                  | Пол Шмидт                          | 6 эпизодов                                        |
| 2016      | В Филадельфии всегда солнечно     | Энди                               | Эпизод: «Чарди Макденнис 2: Электрическое бугалу» |
| 2016      | Зажигай!                          | Энди                               | 5 эпизодов                                        |
| 2017      | Молодые и голодные                | Мэтт Дэнон                         | Периодическая роль (5 сезон)                      |
| 2017      | Умерь свой энтузиазм              | агент ФБР                          | Эпизод: «Навязано!»                               |
| 2018      | Уилл и Грейс                      | Хэнк                               | Эпизод: «Фея Статен-Айленда»                      |
| 2018      | 9-1-1                             | Кенни                              | Эпизод: «Совершенно новый ты»                     |
| 2018—2019 | Бесстыжие                         | Рэнди                              | 5 эпизодов                                        |
| 2020      | Авеню 5                           | Фрэнк Келли                        | Периодическая роль, 9 эпизодов                    |
| 2020      | Беглец                            | директор Спитаро                   | Главная роль, 5 эпизодов                          |
| 2020      | Грязный Джон                      | Роберт Манро                       | 2 эпизода                                         |
| 2023      | ФУБАР                             | Донни                              | Главная роль                                      |